# Диференциална диагноза
Диференциалната диагноза се използва от лекари, психиатри и други медицински професионалисти за диагностициране на болест у пациент или поне да премахне животозастрашаващи състояния. В общ смисъл, тя включва систематичен метод за диагностициране, който да идентифицира наличието на болестно образувание там, където са възможни множество алтернативи. Методът може да включва алгоритми, близки до процеса на елиминация, или поне такъв процес, който смалява възможностите на кандидатите до достатъчно малки нива, използвайки критерии като симптоми, история на пациента и медицински познания.
Диференциалната диагноза може да прилага аспектите на хипотетично-дедуктивния метод в такъв смисъл, че потенциалното наличие на болест или състояние кандидат може да се разглежда като хипотеза, която лекарите след това определят за вярна или невярна.
Диференциалната диагноза се използва често и в областта на психиатрията или психологията, където две различни диагнози могат да бъдат приписани на пациент, който проявяват симптоми, които могат да се дължат на коя да е от двете диагнози.
Стратегиите, използвани при изготвянето на списък за диференциална диагноза, варират в зависимост от опита на лекуващия лекар. Докато начинаещите практикуващи могат да работят системно за оценка на всички възможни обяснения за опасенията на пациентите, тези с повече опит често използват клиничен опит и разпознаване на модели, за да предпазят пациента от закъснения, рискове и разходи за неефективни стратегии или тестове.